# Prasinocyma coerulea
Prasinocyma coerulea là một loài bướm đêm trong họ Geometridae.